# Neotephritis cinerea
Neotephritis cinerea är en tvåvingeart som först beskrevs av Blanchard 1852.  Neotephritis cinerea ingår i släktet Neotephritis och familjen borrflugor. Inga underarter finns listade i Catalogue of Life.